# نیکولاس لودیرو
نیکولاس لودیرو (هلندی: Nicolás Lodeiro؛ زاده ۲۱ مارس ۱۹۸۹) یک بازیکن فوتبال اهل اروگوئه است.
وی همچنین در تیم ملی فوتبال اروگوئه بازی کرده‌است.